# Conolophia maculata
Conolophia maculata är en fjärilsart som beskrevs av Max Joseph Bastelberger 1908. Conolophia maculata ingår i släktet Conolophia och familjen mätare. Inga underarter finns listade i Catalogue of Life.